# Czesław Paweł Uhma
Czesław Paweł Uhma (ur. 28 lipca 1922 w Piastowie, zm.  18 marca 2016 w Warszawie) – polski ekonomista.

## Życiorys
W 1942 roku ukończył I Państwowe Gimnazjum i Liceum im. Stefana Batorego w Warszawie. W czasie wojny należał do Szarych Szeregów, ps. „Wojtek”. Walczył w powstaniu warszawskim, m.in. w pułku „Baszta”.
W latach 1945−1947 studiował na Wydziale Prawa Uniwersytetu Warszawskiego (zaliczony II rok), w latach 1945−1948 w Wyższej Szkole Handlu Morskiego (dyplom ukończenia uzyskał w 1949 roku), w latach 1948−1950 w Wyższej Szkole Ekonomicznej (przerwane z powodu uwięzienia, studia kontynuował w okresie 1956−1959). Dyplom magistra w uzyskał w 1960 roku. W 1968 roku uzyskał stopień doktora nauk ekonomicznych. 
Od 1953 roku był związany z budownictwem (Centralny Zarząd Budownictwa „Warszawa” – odbudowa Starówki, Centrum Badawczo-Rozwojowe Materiałów Budowlanych „CEBET”, Instytut Gospodarki Materiałowej). W latach 1974−1989 wykładał na Politechnice Warszawskiej (na stanowiskach wykładowcy, docenta i profesor kontraktowego).
Był członkiem Polskiej Akademii Nauk (1972−2003), Komitetu Inżynierii Lądowej i Wodnej, Polskiego Towarzystwa Ekonomicznego (1968−1988, od członka do wiceprezesa zarządu głównego).
Trzykrotnie był prezesem Stowarzyszenia Wychowanków Gimnazjum i Liceum im. Stefana Batorego w Warszawie (1992−2004). Zorganizował dwa zjazdy absolwentów: z okazji 70-lecia i 75-lecia. Dzięki jego zdolnościom organizacyjnym została wydana monografia poświęcona historii.

## Wybrane publikacje
- Czesław Uhma, Ekonimika budownictwa, Wydawnictwa Szkolne i Pedagogiczne, Warszawa 1998, ISBN 83-02-06917-5
- Czesław Paweł Uhma, Wojna, miłość, profesura, Wydawnictwo Nowy Świat, Warszawa 2003, ISBN 83-7386-018-5.
- Czesław Uhma,  Warszawo Ty ma... Wspomnienia sterego warszawiaka, Wydawnictwo Akson, Warszawa 2018, ISBN 978-83-7452-102-4

## Ordery i odznaczenia
- Krzyż Armii Krajowej (1986)[4]
- Krzyż Narodowego Czynu Zbrojnego (1994)[4]
- Medal Wojska (1948)[4]
- Krzyż Oficerski Orderu Odrodzenia Polski (1985)[4]
- Krzyż Kawalerski Orderu Odrodzenia Polski (1976)[4]
- Medal Komisji Edukacji Narodowej (1980)[4]
- Odznaka honorowa „Za zasługi dla oświaty” (1998)[4]
- Odznaka honorowa „Za Zasługi dla Warszawy” (1974)[4]
- Honorowa Odznaka Ruchu Przyjaciół Harcerstwa (1974)[4]